# Dušan Zrnić

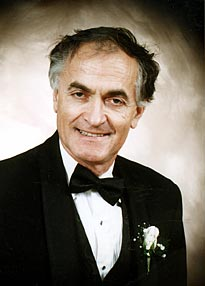
Dušan Zrnić

Dušan S. Zrnić (* 3. Juni 1942 in Belgrad, Jugoslawien) ist Elektroingenieur, Pionier des Wetterradars und leitender Wissenschaftler der Gruppe für Radar und Fernerkundung der Erde am National Severe Storms Laboratory (NSSL) in Norman, Oklahoma. Er ist Adjunct Professor für Meteorologie und Elektrotechnik an der University of Oklahoma.
Er studierte an der Universität Belgrad und schloss das Studium im Jahr 1965 als Diplomingenieur für Elektrotechnik ab. An der University of Illinois (Urbana) erhielt er den Master of Science und promovierte 1969 zum Doktor für Ingenieurwissenschaften (Electrical Engineering). Nach einer Anstellung als wissenschaftlicher Mitarbeiter an dem Charged Particle Research Laboratory an der University of Illinois, wurde er im Jahre 1969 Mitarbeiter in der Fakultät für Elektrotechnik der California State University, Northridge, Kalifornien. 1974 wurde er Associate Professor und 1978 Professor.
Zrnić veröffentlichte viele Publikationen über Wetterradar, Radarsignalverarbeitung und Radarfernerkundung. Sein Hauptwerk Doppler Radar and Weather Observations, das 1984 in Zusammenarbeit mit Richard J. Doviak entstand, wurde zu einem Standardwerk der Radarmeteorologie. Im Jahre 1990 veröffentlichte er die theoretischen Grundlagen für ein polarimetrisches Radar. Er hält vier Patente im Bereich Wetterradar.

## Ehrungen
- National Research Council Postdoctoral Fellow der NSSL (1973, 1974)
- AMS Fellow und IEEE Fellow
- Er erhielt zweimal den Best Research Paper Award der Environmental Research Laboratories.
- IEEE Harry Diamond Memorial Award für seine wissenschaftlichen Beiträge zu Wetterradar (1988)
- IEEE Donald G. Fink Prize Paper Award (1993 zusammen mit Pravas R. Mahapatra)
- WMO Vilho Väisälä Award (1996 zusammen mit  A. V. Ryzhkov)[7]
- Presidential Rank Award (2004)[8]

## Buchveröffentlichungen
- R. J. Doviak, Dušan S. Zrnić: Doppler Radar and Weather Observations, Academic Press, 1984, ISBN 978-0122214202, 2. grundlegend überarbeitete Ausgabe: Reed Elsevier, 1993, ISBN 0-12-221422-6
- Pravas Mahapatra, R. J. Doviak, Vladislav Mazur, Dušan S. Zrnić, Institution of Electrical Engineers: Aviation Weather Surveillance Systems. Advanced Radar and Surface Sensors for Flight Safety and Air Traffic Management IET, 1999, ISBN 9780852969373
- Dušan S. Zrnić, Said Hamidi: Considerations for the Design of Ground Clutter Cancelers for Weather Radar, Interim Rep.DOT/FAA/RD-81/72, NSSL, Norman, OK,  - Taschenbuch, Februar 1981
- R. J. Doviak, Dušan S. Zrnić: Doppler Weather Radar, in Proceedings of the IEEE, VOL. 67, NO. 11, November 1979 (online)